# Велс у средњем веку
Велс у средњем веку (енгл. Wales in the Middle Ages) обухвата историју Велса од повлачења Римљана (407) до енглеског освајања (1284) и припајања краљевини Енглеској (1536–1542).

## Историја

### Период независних кнежевина (5–13. век)
Почетком 5. века Велшани примају хришћанство, и одласком Римљана распадају се у мале, независне племенске заједнице. Продором германских племена Англа и Саса у Енглеску, од 5. до 7. века, територија Велса, чији су становници успели да се одупру паганима, изолована је од остатка британских острва, што је допринело да од келтских племена у Велсу почиње да се формира велшка нација. Основу друштвеног уређења у Велсу чинили су у то време велики родовски савези - кланови, који су чували своју независност и често се трошили у међусобним ратовима. Велшки кланови били су организовани у већи број ситних кнежевина (енгл. petty kingdoms), од којих је најважнија за историју била краљевина Гвинет (вел. Gwynedd) у северозападном Велсу, чији су господари у више наврата покушавали да уједине Велс у једну државу.
Тек је у 9. веку дошло до уједињења већег дела Велса под Родријем Великим (844–877), краљем Гвинета. Његов унук Хоуел Добри (910–950) учврстио је државу и издао први зборник закона. Но, под сталним притиском оближњих англосаксонских краљевина - Мерсије и Весекса, велшка држава се распада већ у другој половини 10. века.
Грифид ап Луелин, такође краљ Гвинета и пра-праунук Хоуела Доброг, успео је поново да уједини Велс у периоду од 1039. до 1063. Међутим, његова експанзија у правцу саксонске Мерсије довела је до противофанзиве Саксонаца под краљем Харолдом Гудвинсоном, и пада јужног Велса под власт Саксона уочи инвазије Нормана на Енглеску (1066).
Користећи се нередима у Енглеској током владе краља Јована без Земље (1099–1215), Луелин ап Јорвет (1194–1240), краљ Гвинета, успешно се војском одупирао енглеској доминацији, поново ујединивши готово читав Велс. Његов унук био је Луелин ап Грифид (1246–1282), последњи независни владар Велшана. Енглески краљ Хенри III (1216–1272) признао је споразумом у Монтгомерију (1267) Луелина за Принца од Велса, али је његов наследник Едвард I (1272–1307) напао и до 1284. освојио читав Велс.

### Енглеска окупација Велса
После енглеског освајања, борба Велшана против енглеске доминације прерастала је више пута у устанке (1287, 1294. и 1316). У тим борбама Велшани су се вешто користили великим луком, који су Енглези од њих прихватили, усавршили и касније веома успешно употребљавали, нарочито у стогодишњем рату. Последњи крупан устанак Велшана био је устанак Овена Глендовера (1400–1405), уз помоћ Француза, који је, као и сви претходни, угушен у крви. Упркод томе, Велс је успео да дуго времена сачува, иако номинално, права аутономне кнежевине. Дефинитивно је, одлукама енглеског Парламента (енгл. Acts of Union) из 1536. и 1542, Велс и званично постао саставни део краљевине Енглеске.

## Велшке кнежевине
| Кнежевина | Велшки     | Оснивање | Укидање | Територија         | Историјски окрузи                    |
| --------- | ---------- | -------- | ------- | ------------------ | ------------------------------------ |
| Гвинет    | Gwynedd    | 5. век   | 1284.   | Северозападни Велс | Англизи, Кернавон, Мерионет          |
| Повис     | Powys      | 5. век   | 1284.   | Источни Велс       | Монтгомери, Раднор, Бренок           |
| Дивед     | Dyfed      | 5. век   | 920.    | Југозападни Велс   | Пембрук                              |
| Гливисиг  | Glywysing  | 5. век   | 1055.   | Јужни Велс         | Гламорган                            |
| Гвент     | Gwent      | 5. век   | 1075.   | Југоисточни Велс   | Монмут                               |
| Моргануг  | Morgannwg  | 942.     | 1091.   | Јужни Велс         | Унија Гвента и Гливисига             |
| Сеисилуг  | Seisyllwg  | 680.     | 920.    | Југозападни Велс   | Кардиган, Кармартен                  |
| Дехибарт  | Deheubarth | 920.     | 1197.   | Југозападни Велс   | Пембрук, Кардиган, Кармартен, Бренок |

## Владари Велшана
- Родри Велики (844–877),
- Хоуел Добри (910–950),
- Грифид ап Луелин (1039–1063),
- Луелин ап Јорвет (1194–1240),
- Луелин ап Грифид (1246–1282), последњи независни владар Велшана.